# Fischer Black

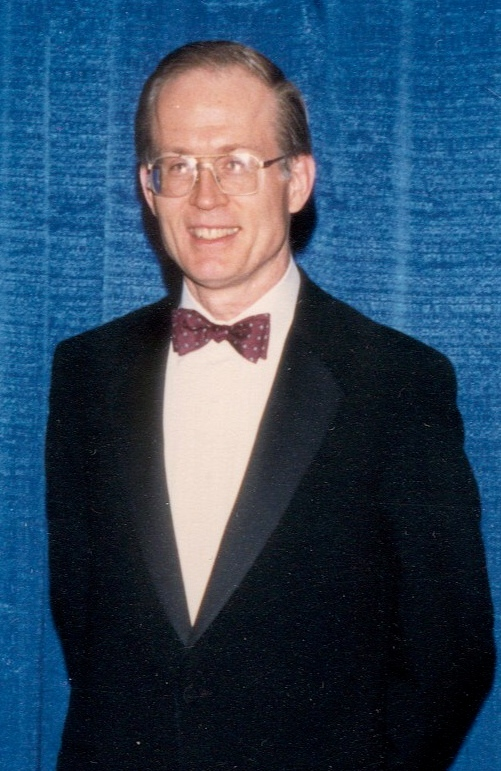
Fischer Black

Fischer Sheffey Black (Georgetown, 11 januari 1938 – New York, 30 augustus 1995) was een Amerikaans econoom die bekend werd als een van de schrijvers van het bekende Black–Scholesmodel. Hiervoor ontving hij postuum samen met Myron Scholes in 1997 de Prijs van de Zweedse Rijksbank voor economie (bekend als de Nobelprijs voor de Economie).
Black verkreeg in 1964 aan de Harvard-universiteit een Doctor of Philosophy in toegepaste wiskunde. Hij was een student van Marvin Minsky en werkte aan kunstmatige intelligentie. In 1971 ging hij werken aan de Universiteit van Chicago. Later stapte hij over naar de MIT Sloan School of Management en vervolgens in 1984 naar Goldman Sachs. Black overleed op 57-jarige leeftijd aan slokdarmkanker.
- Bibliothèque nationale de France: cb122421429 (data)
- Catàleg d'autoritats de noms i títols de Catalunya: 981058517573906706
- CiNii: DA0190054X
- Gemeinsame Normdatei: 130386847
- International Standard Name Identifier: 0000 0000 8174 5426
- Library of Congress Control Number: n85361878
- Mathematics Genealogy Project: 13311
- Bibliotheek van het Japanse parlement: 00520077
- Nationale Bibliotheek van Tsjechië: xx0155459
- Nationale Bibliotheek van Israël: 987007437332505171
- Nederlandse Thesaurus van Auteursnamen: 073220957
- Système universitaire de documentation: 031149731
- Virtual International Authority File: 109330621
- WorldCat: E39PBJxCC8HbpGw6Bbf9JcWFKd